# Pycnocomon intermedium
Pycnocomon intermedium é uma espécie de planta com flor pertencente à família Dipsacaceae.
A autoridade científica da espécie é (Lag.) Greuter & Burdet, tendo sido publicada em ««Willdenowia 15: 76. 1985.

## Portugal
Trata-se de uma espécie presente no território português, nomeadamente em Portugal Continental.
Em termos de naturalidade é endémica da Península Ibérica.

## Protecção
Não se encontra protegida por legislação portuguesa ou da Comunidade Europeia.